# Panoramaturm (Heide Park)

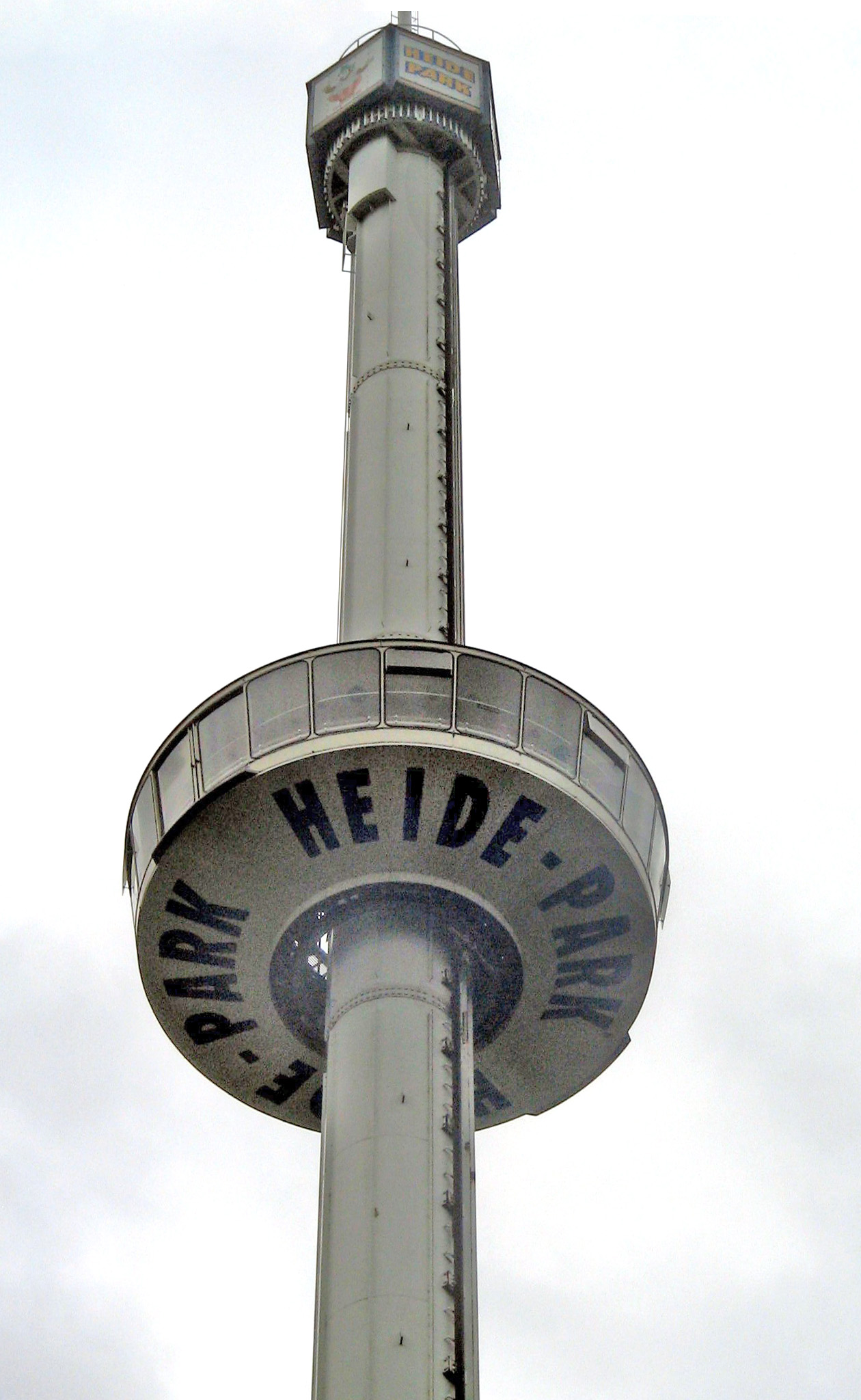
Der Panoramaturm im Heide Park Resort

Der Panoramaturm, ursprünglich Aussichtsturm I genannt, war ein 104 Meter hoher Gyro-Tower des Herstellers Intamin im Heide Park Resort in Soltau, der 1985 gebaut wurde. Die Demontage des Turms wurde Ende März 2022 abgeschlossen. Mit dem Mast war der Panoramaturm mit 104 Metern die höchste Attraktion des Heide Parks.

## Geschichte
Der Panoramaturm wurde im Jahr 1985 im Heide Park Resort eröffnet. Während der Winterpause zwischen 1991 und 1992 wurde eine Werbetafel an der Spitze des Turmes angebracht, die das Parkmaskottchen zeigt. Außerdem wurde der Bau eines Wartebereiches begonnen. In der Winterpause sieben Jahre später, zwischen 1998 und 1999, wurden neue Sitze montiert und die Gondel wurde umlackiert, im Jahr 2010 wurden für die Gondel neue Fensterscheiben angebracht. 
Nachdem der zweite Aussichtsturm des Parks, der ursprünglich den Namen „Panoramaturm“ trug, zur Saison 2003 zum Gyro-Drop-Tower Scream umgerüstet wurde, wurde der Aussichtsturm I in Panoramaturm umbenannt.
Der Turm war bis zum 3. November 2019 in Betrieb. Durch die COVID-19-Pandemie blieb der Panoramaturm in den Jahren 2020 und 2021 geschlossen und am 8. März 2022 wurde bekanntgegeben, dass der Turm aufgrund von Sicherheitsproblemen nicht wieder in Betrieb genommen wird. Bereits drei Tage nach der Bekanntgabe, am 11. März, wurde mit der Demontage der Attraktion begonnen. Ende März 2022 war der Turm vollständig abgebaut.

## Technisches
Der Turm besaß eine acht Tonnen schwere Kabine, in der 50 Personen Platz hatten. Diese wurde mit einer maximalen Geschwindigkeit von 2 Metern pro Sekunde gegen den Uhrzeigersinn in eine Höhe von 75 Metern gezogen. Während der drei Minuten langen Fahrt drehte sich die Gondel langsam und ermöglichte so den Fahrgästen einen Panoramablick über den Park und die Lüneburger Heide.
Das Maschinenhaus oben auf dem Turm zeigte das Maskottchen des Parks Wumbo und den Schriftzug „Heide Park“, welche bei Dunkelheit leuchteten.